# Msukaligwa Local Municipality
Msukaligwa (englisch Msukaligwa Local Municipality) ist eine Lokalgemeinde im Distrikt Gert Sibande in der südafrikanischen Provinz Mpumalanga. Der Verwaltungssitz der Gemeinde befindet sich in Ermelo. Bürgermeister ist Buti Joseph Mkhaliphi.
Msukaligwa ist ein isiZulu-Wort und meint „aus dem Vaal“. Der Vaal durchzieht das Gemeindegebiet von seiner hier liegenden Quellregion um Breyten und fließt in Richtung Westen ab.

## Städte und Orte
- Breyten
- Chrissiesmeer
- Davel
- Ermelo
- KwaDela
- Lothair
- Sheepmoor
- Warburton

## Bevölkerung
Von den 149.377 Einwohnern im Jahr 2011 auf einer Fläche von 6015,7 Quadratkilometern waren 88,1 % schwarz, 9,8 % weiß, 1,1 % Inder bzw. Asiaten und 0,6 % Coloured. Erstsprache war zu 71,4 % isiZulu, zu 9,7 % Afrikaans, zu 8,4 % Siswati, zu 3,4 % Englisch, zu 1,4 % isiNdebele, zu 0,8 % Setswana und zu jeweils 0,6 % isiXhosa und Sesotho.